# Mötet i Stockholm 1520
Mötet i Stockholm 1520 var en sammankomst som hölls i Stockholm för att diskutera och besluta om Sveriges angelägenheter. Det inleddes den 1 november 1520 och avslutades i samma månad 1520.
I början av 1520 angrep Kristian II Västergötland och i dessa strider blev Sten Sture den yngre sårad och avled 3 februari. När den segrande danska hären kommit till Uppland erkände Sveriges riksråd den 2 mars Kristian som kung. I mitten av maj anlände Kristian till Stockholm där han 3 juni sammankallat ett riksråd, och 7 september, efter belägring av staden, höll han där sitt intåg.
Ett allmänt riksmöte sammankallades i Stockholm till den 1 november då Kristian II hyllades som Sveriges kung. Han kröntes därefter 4 november i Stockholm av Gustav Trolle som återinsatts som ärkebiskop.  Kröningen följdes av rannsakning av svenska herremän och avrättning av närmare 100  av dem i Stockholms blodbad 7–9 november 1520.